# Saison 1966-1967 de la LHOu
Saison suivante
La saison 1966-1967 est la première saison de hockey sur glace de la Ligue de Hockey Junior Majeur du Canada (également connue sous le sigle de LHJMC) qui sera connu par la suite sous le nom de Ligue de hockey de l'Ouest. Les Canucks de Moose Jaw sont les premiers à remporter la Coupe du Président remise à l'équipe championne des séries éliminatoires alors qu'ils battent en finale les Pats de Regina. 

## Saison régulière
La ligue est créée pour la saison 1966-1967 avec cinq équipes de la Ligue de hockey junior de la Saskatchewan – les Bruins d'Estevan, les Pats de Regina, les Canucks de Moose Jaw, les Blades de Saskatoon et enfin les Red Wings de Weyburn – ainsi que deux autres qui sont créées pour l'occasion, les Buffaloes de Calgary et les Oil Kings d'Edmonton.
Elle est déclarée comme étant la ligue « hors-la loi » par l'Association de hockey amateur du Canada en raison du nombre d'équipe qu'elle accueillit en provenance de la LHJS. Elle ne porte le nom de ligue junior majeur que pour sa saison inaugurale, préférant adopté par la suite un nom plus régionale; les sept premières franchises de la ligue provenant des provinces de l'Alberta et de la Saskatchewan, le nom Ligue de hockey de l'Ouest du Canada fut donc retenu pour les saisons suivantes.  
Au cours de la saison, la ligue organise un Match des étoiles, le 5 mars, dans la ville de Calgary ; l'équipe des joueurs en rouge s'impose sur les joueurs en blanc sur le score de 7-0 devant 1 000 personnes.

### Classement
| Équipe               | PJ | V  | D  | N  | Pts | BP  | BC  |
| -------------------- | -- | -- | -- | -- | --- | --- | --- |
| Oil Kings d'Edmonton | 56 | 34 | 12 | 10 | 78  | 281 | 188 |
| Bruins d'Estevan     | 56 | 33 | 18 | 5  | 71  | 273 | 197 |
| Pats de Regina       | 56 | 31 | 18 | 7  | 69  | 324 | 230 |
| Canucks de Moose Jaw | 56 | 25 | 19 | 12 | 62  | 215 | 190 |
| Blades de Saskatoon  | 56 | 25 | 24 | 7  | 57  | 288 | 271 |
| Red Wings de Weyburn | 56 | 16 | 30 | 10 | 42  | 271 | 274 |
| Buffaloes de Calgary | 56 | 4  | 47 | 5  | 13  | 178 | 426 |

### Meilleurs pointeurs
| Joueur          | Équipe        | PJ | B  | A  | Pts | Pun |
| --------------- | ------------- | -- | -- | -- | --- | --- |
| Gerry Pinder    | Saskatoon     | 56 | 78 | 62 | 140 | 95  |
| Rick Sentes     | Regina        | 56 | 66 | 61 | 127 | 100 |
| Herb Pinder     | Saskatoon     | 49 | 44 | 75 | 119 | 113 |
| Brian Lavander  | Regina        | 56 | 39 | 71 | 110 | 100 |
| Ernie Hicke     | Moose Jaw     | 55 | 37 | 72 | 109 | 184 |
| Ken Faranski    | Swift Current | 42 | 40 | 54 | 99  | 28  |
| Morris Stefaniw | Estevan       | 55 | 36 | 58 | 99  | 44  |
| Garnet Bailey   | Edmonton      | 56 | 47 | 46 | 93  | 177 |
| Galen Head      | Edmonton      | 56 | 50 | 42 | 92  | 43  |
| Ron Walters     | Edmonton      | 54 | 44 | 40 | 84  | 31  |

## Séries éliminatoires
|  | Quart de finale | Quart de finale      | Quart de finale      |                      |   | Demi-Finale      | Demi-Finale | Demi-Finale |  |  | Finale | Finale               | Finale |
|  |                 |                      |                      |                      |   |                  |             |             |  |  |        |                      |        |
|  |                 |                      |                      |                      |   |                  |             |             |  |  |        |                      |        |
|  |                 | 1                    | Oil Kings d'Edmonton | 2                    |   |                  |             |             |  |  |        |                      |        |
|  |                 |                      |                      | 2                    |   |                  |             |             |  |  |        |                      |        |
|  |                 |                      | 4                    | Canucks de Moose Jaw | 3 |                  |             |             |  |  |        |                      |        |
|  |                 |                      | 4                    | Canucks de Moose Jaw | 3 |                  |             |             |  |  |        |                      |        |
|  |                 |                      |                      |                      |   |                  |             |             |  |  |        |                      |        |
|  |                 |                      |                      |                      |   |                  |             |             |  |  |        |                      |        |
|  |                 |                      |                      |                      |   |                  |             |             |  |  | 4      | Canucks de Moose Jaw | 4      |
|  |                 |                      | 3                    | Pats de Regina       | 1 |                  |             |             |  |  |        |                      |        |
|  | 2               | Bruins d'Estevan     | 3                    |                      |   |                  |             |             |  |  |        |                      |        |
|  | 6               | Blades de Saskatoon  | 2                    |                      |   |                  |             |             |  |  |        |                      |        |
|  | 6               | Blades de Saskatoon  | 2                    |                      | 2 | Bruins d'Estevan | 1           |             |  |  |        |                      |        |
|  |                 |                      |                      |                      | 2 | Bruins d'Estevan | 1           |             |  |  |        |                      |        |
|  |                 |                      | 3                    | Pats de Regina       | 4 |                  |             |             |  |  |        |                      |        |
|  | 3               | Pats de Regina       | 3                    | Pats de Regina       | 4 | 4                |             |             |  |  |        |                      |        |
|  | 3               | Pats de Regina       |                      |                      |   | 4                |             |             |  |  |        |                      |        |
|  | 6               | Red Wings de Weyburn | 1                    |                      |   |                  |             |             |  |  |        |                      |        |

En finale des séries, les Canucks de Moose Jaw battent les Pats de Regina sur le score de quatre matchs à un.

## Honneurs et trophées
- Champion de la saison régulière : Oil Kings d'Edmonton[4].
- Trophée du Meilleur joueur, remis au meilleur joueur[Note 1] : Gerry Pinder, Blades de Saskatoon[5].
- Meilleur pointeur : Gerry Pinder, Blades de Saskatoon[6].
- Trophée du meilleur esprit sportif : Morris Stefaniw, Bruins d'Estevan[6].
- Meilleur défenseur : Barry Gibbs, Bruins d'Estevan[7].
- Recrue de l'année[Note 2] : Ron Garwasiuk, Pats de Regina[7].
- Meilleur gardien : Ken Brown, Oil Kings d'Edmonton[8].